# Дивина звичайна
Дивина́ звичайна, дивина лікарська (Verbascum phlomoides) — вид квіткових рослин родини ранникові (Scrophulariaceae).

## Поширення
Рослина росте у сухих відкритих місцевостях в Європі і Середземномор'ї. Трапляється у більшій частині України на лісових галявинах, узліссях, серед чагарників, на схилах пагорбів, насипах, у садах (крім Криму). У степу зустрічається дуже рідко.

## Опис

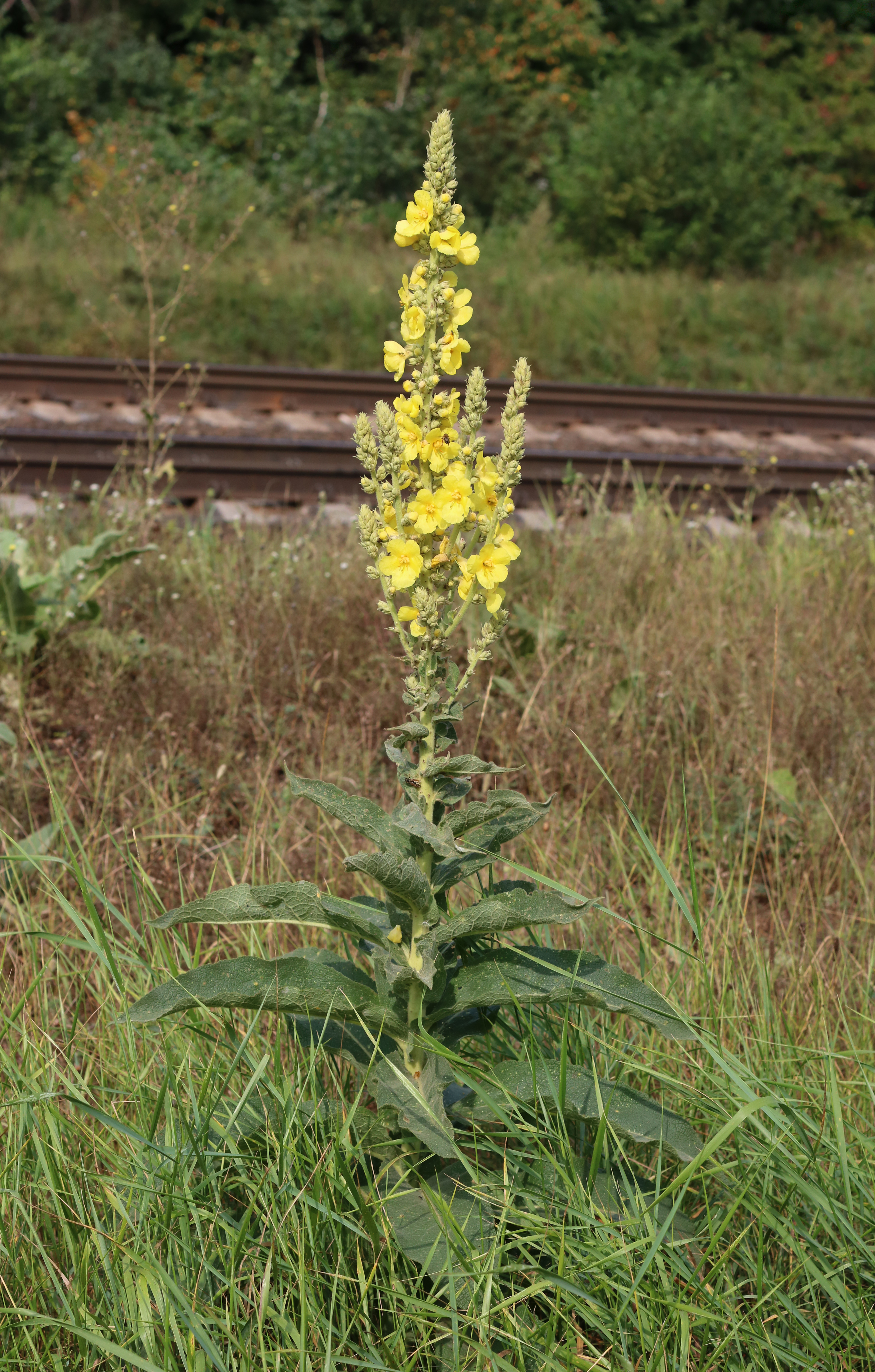
Дивина лікарська

Рослина виростає до 0,5-1,5 м заввишки. Цвіте з червня до осені. Злегка зигоморфні квітки на довгих квітконіжках у густій довгій верхівковій китиці з плейохазіїв та монохазіїв. Чашечка запушена, 6-роздільна, з лінійними, вузькими гострими частками. Віночок жовтий з бурими плямами, колесоподібний, з дуже короткою трубкою і злегка ввігнутим, ззовні запушеним, 5-роздільним відгином. Вільні верхівки двох задніх пелюсток вужчі і коротші від передніх. Тичинок 5, нитки зігнуті, запушені фіолетовими, довгими волосками. Пиляки ниркоподібні, розкриваються однією щілиною. Зав'язь сильно запушена, в обрисі широкоовальна, з м'ясистими плацентами і численними насінними зачатками. Стовпчик довший від зав'язі, дуже зігнутий, під випуклою приймочкою розширений. Плід — багатонасінна коробочка. Насіння дрібне з ямчатою поверхнею.

## Фармацевтичні властивості
З лікувальною метою застосовують квітки дивини. Вони містять в собі кислий сапонін, сапогенін, жовті барвники, 11% цукру, 2.5% слизу, жир, сліди ефірної олії. 
Квітки мають відхаркувальну, проносну й обволікаючу дію і вживаються при кашлі, катарі легень, бронхіальній астмі, як потогінне і при інших хворобах. З цією метою іноді застосовують листки.
Настої квіток (15-20 г на 200 г води) вживають по столовій ложці на день. Квітки входять до складу, так званого, грудного збору.
Як зовнішнє застосування в народній медицині використовують дрібний порошок квіток для присипки ран і тріщин на сосках у жінок, змазуючи їх перед цим соком з тертої моркви.

## Збирання
Збирають цілком розвинені, очищені від чашечок віночки обох видів в сонячні дні, розкладають зразу ж тонким шаром і швидко висушують у сухих, теплих приміщеннях, на повітрі без доступу сонця чи в негарячих печах.
Слід мати на увазі, що кожна квітка дивини знаходиться в розкритому стані тільки один день, а потім в'яне, тому збирати їх потрібно щоденно.